# Paul Funk
Paul Georg Funk (Viena, 14 de abril de 1886 — Viena, 3 de junho de 1969) foi um matemático austríaco.
Introduziu a transformada de Funk e trabalhou com o cálculo de variações. Obteve o doutorado na Universidade de Göttingen em 1911, com a tese Über Flächen mit lauter geschlossenen geodätischen Linien, orientado por David Hilbert.

## Publicações
- Funk, Paul (1962), Variationsrechnung und ihre Anwendung in Physik und Technik, ISBN 978-3-540-04830-5, Grundlehren der mathematischen Wissenschaften (em alemão), 94, Berlin, New York: Springer-Verlag, MR 0152914